# Buzet
Buzet (em italiano:  Pinguente; em latim: Piquentum) é uma cidade da Croácia, situada no condado da Ístria. Tem 165 km² de área e sua população em 2011 foi estimada em 6.133 habitantes.